# Dronakunte, Gauribidanur
Dronakunte là một làng thuộc tehsil Gauribidanur, huyện Kolar, bang Karnataka, Ấn Độ.